# یکپارچگی سیگنال

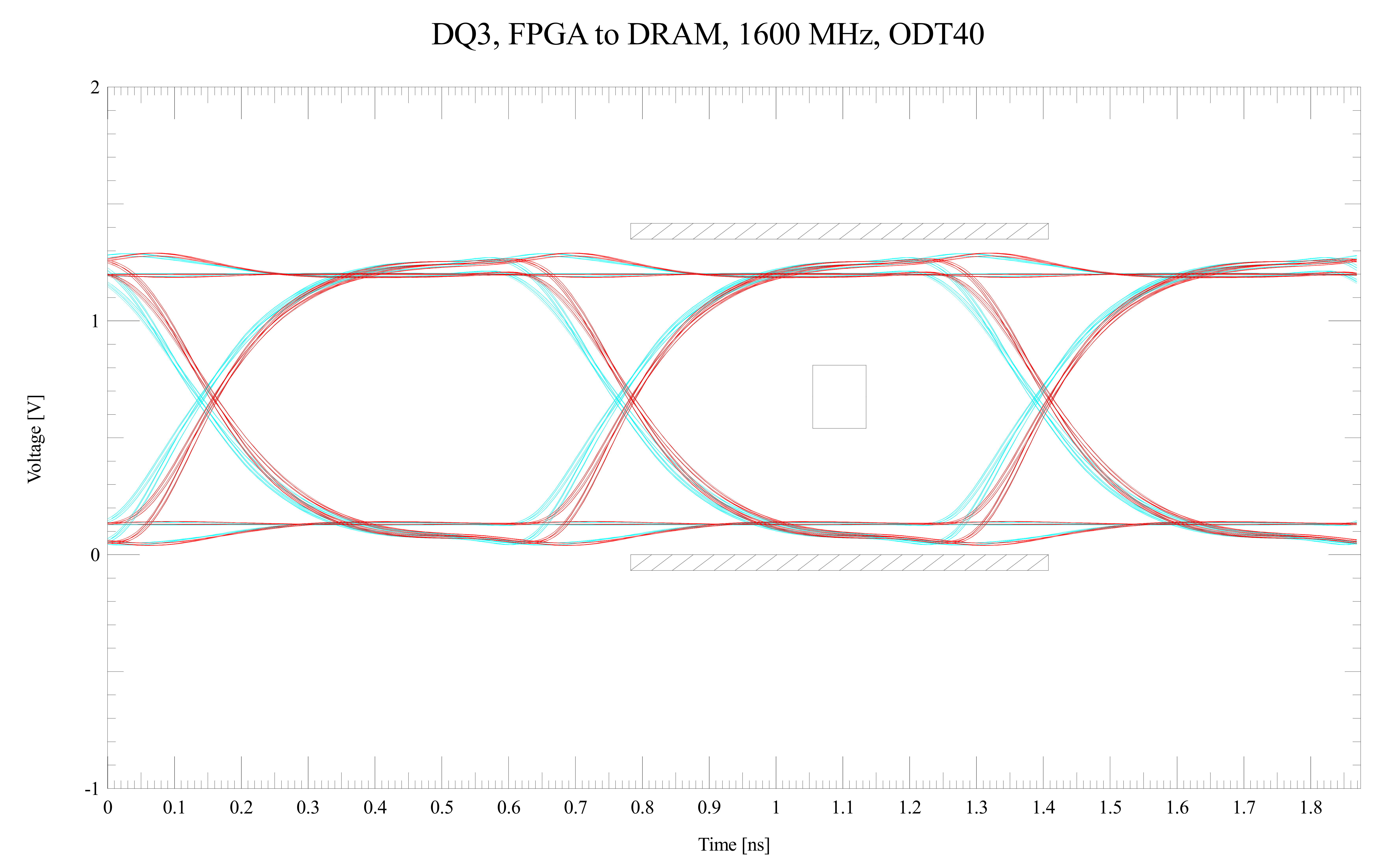
نمودار چشمی شبیه‌سازی‌شده که شکل‌موج سیگنال DDR3 را نمایش می‌دهد

یکپارچگی سیگنال (به انگلیسی: Signal integrity) یا SI مجموعه‌ای از معیارهای کیفیت یک سیگنال الکتریکی است. در الکترونیک دیجیتال، رودخانه‌ای (به انگلیسی: stream) از مقادیر باینری با یک شکل‌موج ولتاژ (یا جریان) نشان داده می‌شود. با این حال، سیگنال‌های دیجیتال اساساً ماهیت آنالوگ دارند و همه سیگنال‌ها در معرض اثراتی مانند نویز، اعوجاج و اتلاف هستند. در فواصل کوتاه و با نرخ بیت کم، یک رسانای ساده می‌تواند این را با وفاداری کافی انتقال دهد. در نرخ بیت بالا و در فواصل طولانی‌تر یا از طریق رسانه‌های مختلف، اثرات مختلف می‌تواند سیگنال الکتریکی را تا حدی کاهش دهد که خطا رخ دهد و سیستم یا دستگاه از کار بیفتد. مهندسی یکپارچگی سیگنال وظیفه‌اش تحلیل‌سازی و کاهش این اثرات است. این یک فعالیت مهم در تمام سطوح بسته‌بندی و مونتاژ الکترونیک است، از اتصالات داخلی یک مدار مجتمع (IC), تا بسته، برد مدار چاپی (PCB)، پنل‌پشت و اتصالات بین سیستمی. درحالی که موضوعات مشترکی در این سطوح مختلف وجود دارد، ملاحظات عملی نیز وجود دارد، به ویژه زمان پرواز میان‌هابند برحسب دوره بیت، که باعث تفاوت‌های اساسی در رویکرد یکپارچگی سیگنال برای اتصالات روی-تراشه در مقایسه با اتصالات تراشه-به-تراشه می‌شود. .
برخی از مسائل اصلی نگرانی برای یکپارچگی سیگنال عبارتند از حلقه‌زنی، هم‌شنوی، پرش زمین، اعوجاج، تلف سیگنال و نویز منبع تغذیه.

## یادداشت
1. ↑  Louis Kossuth Scheffer; Luciano Lavagno; Grant Martin (eds) (2006). Electronic design automation for integrated circuits handbook. Boca Raton, Florida: CRC/Taylor & Francis. ISBN 0-8493-3096-3. {{cite book}}: |author= has generic name (help)نگهداری یادکرد:نام‌های متعدد:فهرست نویسندگان (link) A survey of the field of electronic design automation. Portions of IC section of this article were derived (with permission) from Vol II, Chapter 21, Noise Considerations in Digital ICs, by Vinod Kariat.
2. ↑  Howard W. Johnson; Martin Graham (1993). High speed digital design a handbook of black magic. Englewood Cliffs, New Jersey: Prentice Hall PTR. ISBN 0-13-395724-1. A book for digital PCB designers, highlighting and explaining analog circuit principles relevant to high-speed digital design.